# The Score
The Score är gruppen Fugees andra studioalbum, släppt 1996.

## Låtlista
1. "Red Intro"
2. "How Many Mics"
3. "Ready or Not"
4. "Zealots"
5. "The Beast"
6. "Fu-Gee-La"
7. "Family Business"
8. "Killing Me Softly"
9. "The Score"
10. "The Mask"
11. "Cowboys"
12. "No Woman, No Cry"
13. "Manifest/Outro"
14. "Fu-Gee-La" (Refugee Camp Remix)
15. "Fu-Gee-La" (Refugee Camp Global Mix)
16. "Mista Mista"
17. "Fu-Gee-La" (Refugee Camp Global Mix) (Bonus Track)